# Last Song (Gackt-dal)
A Last Song Gackt japán énekes kislemeze, mely 2003. november 12-én jelent meg a Nippon Crown kiadónál. Ötödik helyezett volt az Oricon heti slágerlistáján és 13 hétig szerepelt rajta. A Japán Hanglemezgyártók Szövetsége aranylemezzé nyilvánította. A dal 2004-ben megjelent a The Seventh Night: Unplugged válogatásalbumon akusztikus verzióban.

## Számlista
| #  | Cím                      | Hossz |
| -- | ------------------------ | ----- |
| 1. | Last Song                | 5:26  |
| 2. | Solitary                 | 3:31  |
| 3. | Last Song (Instrumental) | 5:25  |
| 4. | Solitary (Instrumental)  | 3:21  |